# Adams Manufacturing Company

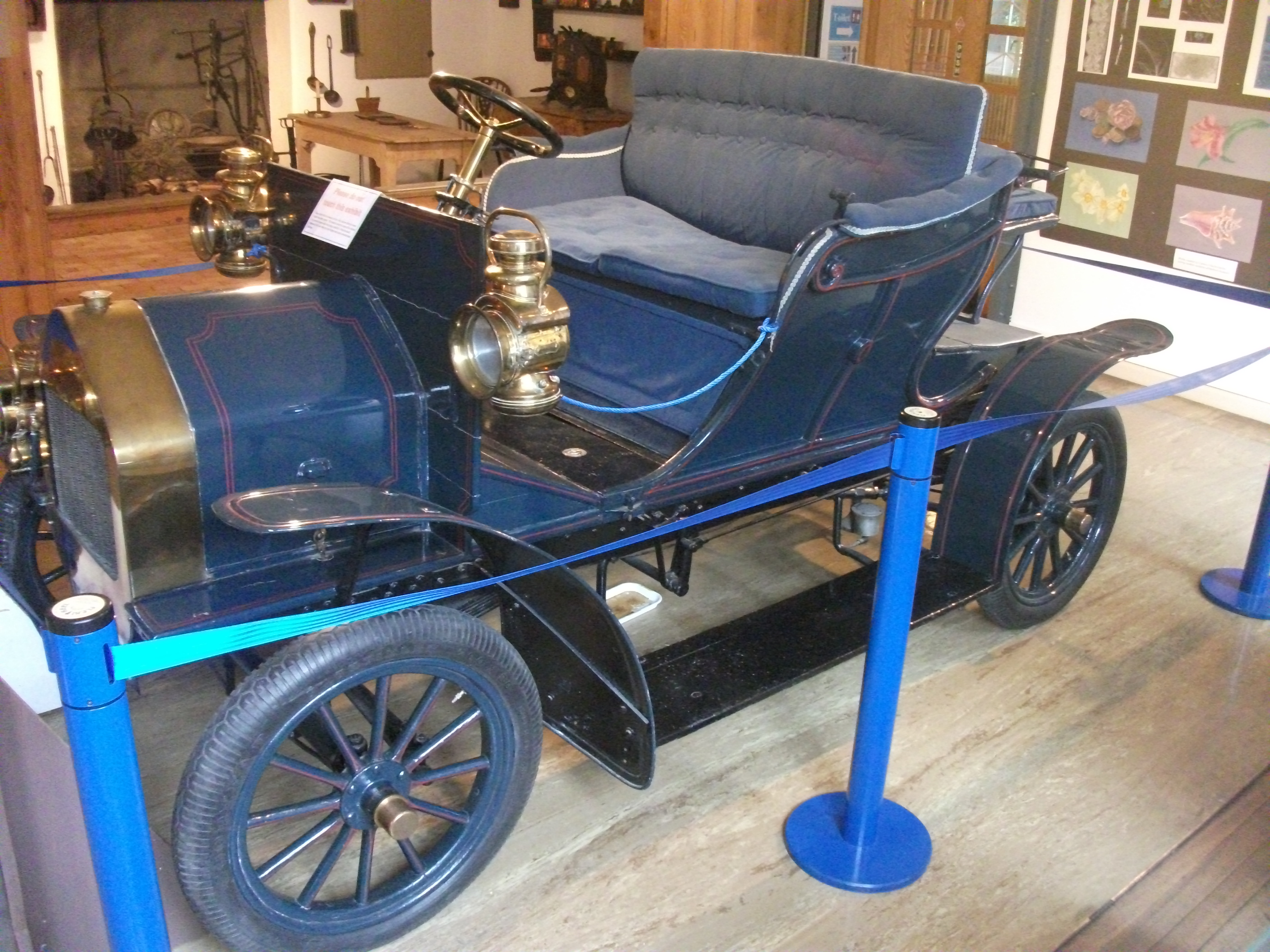
Fahrzeug von 1907

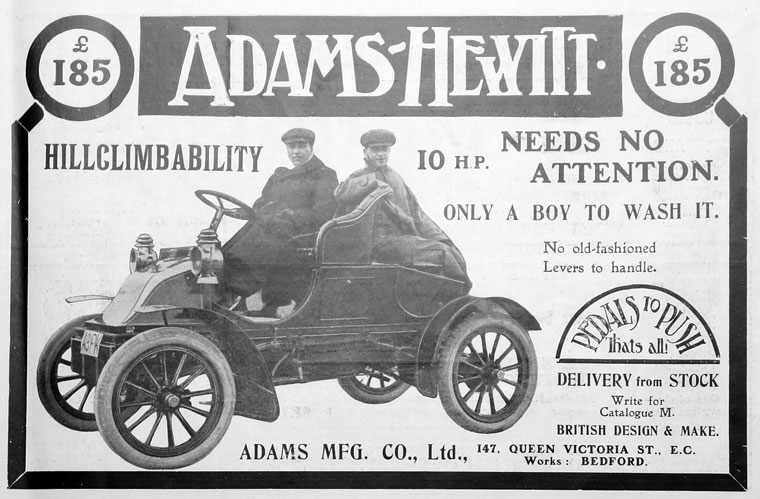
Anzeige für Adams-Hewitt 10 HP

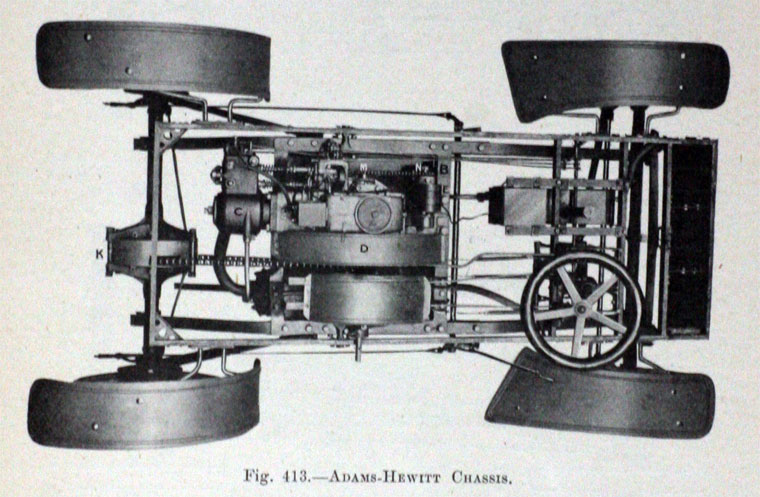
Fahrgestell des Adams-Hewitt 10 HP

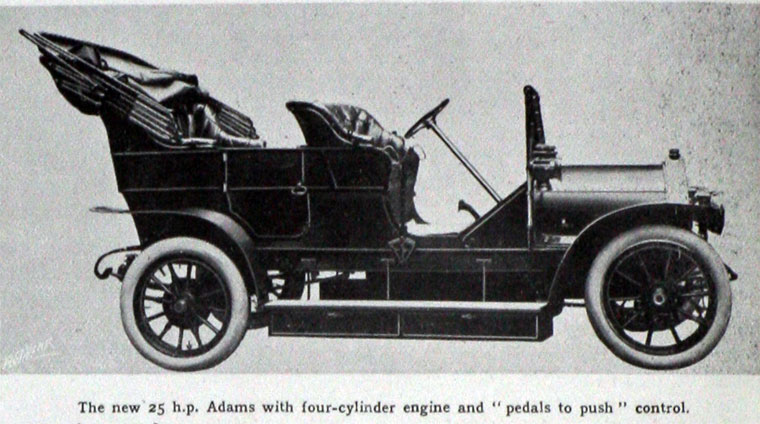
Adams 25 HP

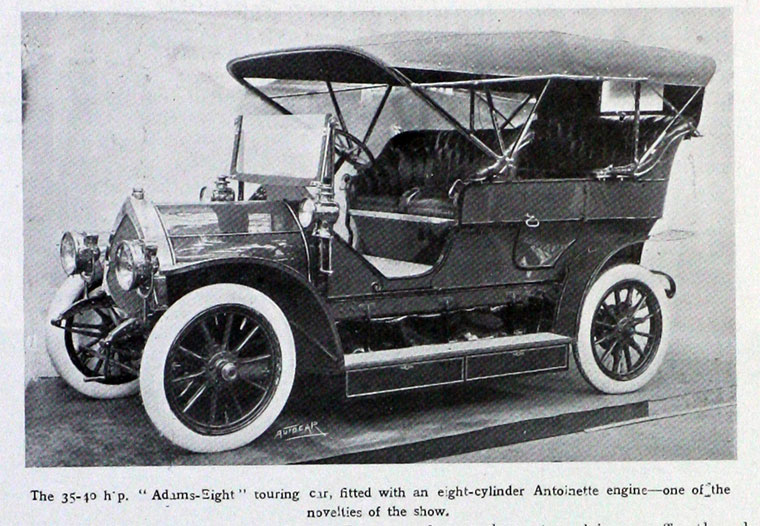
Adams 35-40 HP

Adams Manufacturing Company war ein britischer Hersteller von Automobilen.

## Unternehmensgeschichte
Der Brite A. H. Adams stellte bereits ab 1899 in einem anderen Unternehmen elektrische Geräte her. Er traf auf den Amerikaner Edward Ringwood Hewitt und sie beschlossen eine Zusammenarbeit. Adams gründete am 1. April 1905 das Unternehmen in Bedford. Im gleichen Jahr begann die Produktion von Automobilen. Das erste Modell erhielt den Markennamen Adams-Hewitt. Edward Hewitt wechselte zurück in die USA und betrieb dort die Hewitt Motor Company. 1906 kam Adams als Markenname für weitere Modelle dazu. 1907 wurde Adams-Hewitt aufgegeben. Ebenfalls 1907 wurde Marcus Inman-Hunter als Konstrukteur angestellt.
1914 endete die Fahrzeugproduktion. Insgesamt entstanden etwa 3000 Fahrzeuge.

## Fahrzeuge
Das erste Modell war das einzige mit dem Markennamen Adams-Hewitt. Der 9/10 HP, gelegentlich auch 10 HP genannt, hat einen Einzylindermotor. 121 mm Bohrung und 150 mm Hub ergeben 1697 cm³ Hubraum. Der Motor leistet etwa 9 oder 10 PS. Der Motor ist liegend unter den vorderen Sitzen eingebaut. Zur Zugänglichkeit kann die gesamte Karosserie nach oben geklappt werden. Die Position des Motors und somit der fehlende Motorraum zwischen den Vorderrädern ermöglichte den Verzicht auf eine Motorhaube, trotzdem erhielten einige Fahrzeuge eine kleine vordere Haube, damit sie das gewohnte Erscheinungsbild hatten. Besonderheit war das Umlaufrädergetriebe, das je nach Quelle zwei oder drei Gänge hat. Geschaltet wird mit Pedalen. Dieses Modell gab es von 1905 bis 1907.
Von 1907 bis 1909 gab es den 12/14 HP. Sein vorne stehend angeordneter Zweizylindermotor hat 102 mm Bohrung, 120 mm Hub und 1962 cm³ Hubraum. Alle Motoren sind wassergekühlt.
Weitere Modelle sind ein weiterer 10 HP mit Einzylindermotor, 10/12 HP mit Zweizylindermotor, 14/16 HP, 16 HP, 16/18 HP und 30 HP mit Vierzylindermotor, 30 HP mit Sechszylindermotor und 35/40 HP mit einem Achtzylindermotor.
Der 35/40 HP war eines der ersten britischen Fahrzeuge mit einem V8-Motor. Der Motor basiert auf einem Flugmotor der Société Antoinette. Von diesem Modell entstanden elf Fahrzeuge.
Zwischen 1906 und 1913 wurden auch Lastkraftwagen hergestellt. Kardanantrieb und Kettenantrieb stand zur Wahl.

## Pkw-Modellübersicht
Nachstehend die Modellübersicht der Pkw.
| Modell   | Zeitraum  | Zylinder | Bohrung (mm) | Hub (mm) | errechneter Hubraum (cm³) | angegebener Hubraum (cm³) |
| -------- | --------- | -------- | ------------ | -------- | ------------------------- | ------------------------- |
| 9/10 HP  | 1905–1907 | 1        | 121          | 150      | 1725                      | 1697                      |
| 12-14 HP | 1907–1909 | 2        | 102          | 120      | 1961                      | 1962                      |
| 10 HP    | 1908–1911 | 1        | 121          | 153      | 1759                      | 1707                      |
| 16-18 HP | 1908–1909 | 4        | 84           | 110      | 2438                      | 2438                      |
| 30 HP    | 1908–1910 | 4        | 105          | 140      | 4849                      | 4849                      |
| 35-40 HP | 1908      | 8        | 105          | 105      | 7273                      | 7274                      |
| 14-16 HP | 1909      | 4        | 86           | 92       | 2138                      | 2091                      |
| 16 HP    | 1910–1911 | 4        | 85           | 120      | 2724                      | 2724                      |
| 30 HP    | 1911      | 6        | 85           | 120      | 4086                      | 4086                      |
| 16 HP    | 1912–1914 | 4        | 88           | 120      | 2919                      | 2918                      |
| 30 HP    | 1912      | 6        | 88           | 120      | 4379                      | 4378                      |
| 10-12 HP | 1914      | 2        | 85           | 96       | 1089                      | 1090                      |